# Osservatorio Astronomico della Montagna Pistoiese
Koordinaten: 44° 3′ 47″ N, 10° 48′ 15″ O
Das Osservatorio Astronomico della Montagna Pistoiese ist eine Sternwarte auf der Hochebene Pian dei Termini nordöstlich von San Marcello Pistoiese in der italienischen Region Toskana und wird deshalb auch als Osservatorio di Pian dei Termini bezeichnet. Es wird vom Gruppo Astrofili Montagna Pistoiese, einer Vereinigung von Amateurastronomen, betrieben. Die geografische Lage beträgt 10° 48' 15" östliche Länge und 44° 03' 47" nördliche Breite, 1000 m s.l.m. Das Observatorium ist unter dem IAU code 104 registriert.
Es verfügt über zwei Beobachtungskuppeln die mit Newton-Teleskopen mit einem Durchmesser von 40 bzw. 60 cm ausgestattet sind. Es wird auf Grund seiner Lage und des klaren Himmels gerne von den Wissenschaftlern der toskanischen Universitäten genutzt.